# NXトランスポート
NXトランスポート株式会社（エヌエックストランスポート）とは、東京都千代田区に本社を置いていた、名鉄運輸グループの運送会社である。
かつては日本通運の全額出資子会社で、NXグループに属していたが、名鉄グループとの特別積合せ貨物運送事業の統合により、2024年4月1日付で名鉄運輸が日本通運より全株式を取得し、子会社化した。

## 概要
1959年9月1日、会社設立。2011年6月に日本トラック株式会社から、日通トランスポート株式会社に社名変更したのち、親会社であった日本通運の単独株式移転による持株会社制への移行並びにグループブランドシンボル「NX」の導入に伴い、2022年1月1日に日通トランスポート株式会社（にっつうトランスポート）から社名変更された。
主な事業は、国内全域を対象としたトラック運送事業で、親会社であった日本通運とともに小口貨物輸送サービス、アロー便（特別積合せ）を展開している。また、物流センターでの倉庫業や荷物保管業、鉄道コンテナを利用しての鉄道貨物輸送、損害保険の代理店事業なども行っている。しかし、名鉄グループとNXグループによる特別積合せ貨物運送事業の統合により、2025年1月1日付で、日本通運の特別積合せ貨物運送事業を吸収分割によって北陸名鉄運輸、名鉄急配、中国名鉄運輸、九州名鉄運輸が承継したと同時に、NXトランスポートは名鉄運輸（同日付で名鉄NX運輸に商号変更）へ吸収合併されて解散した。

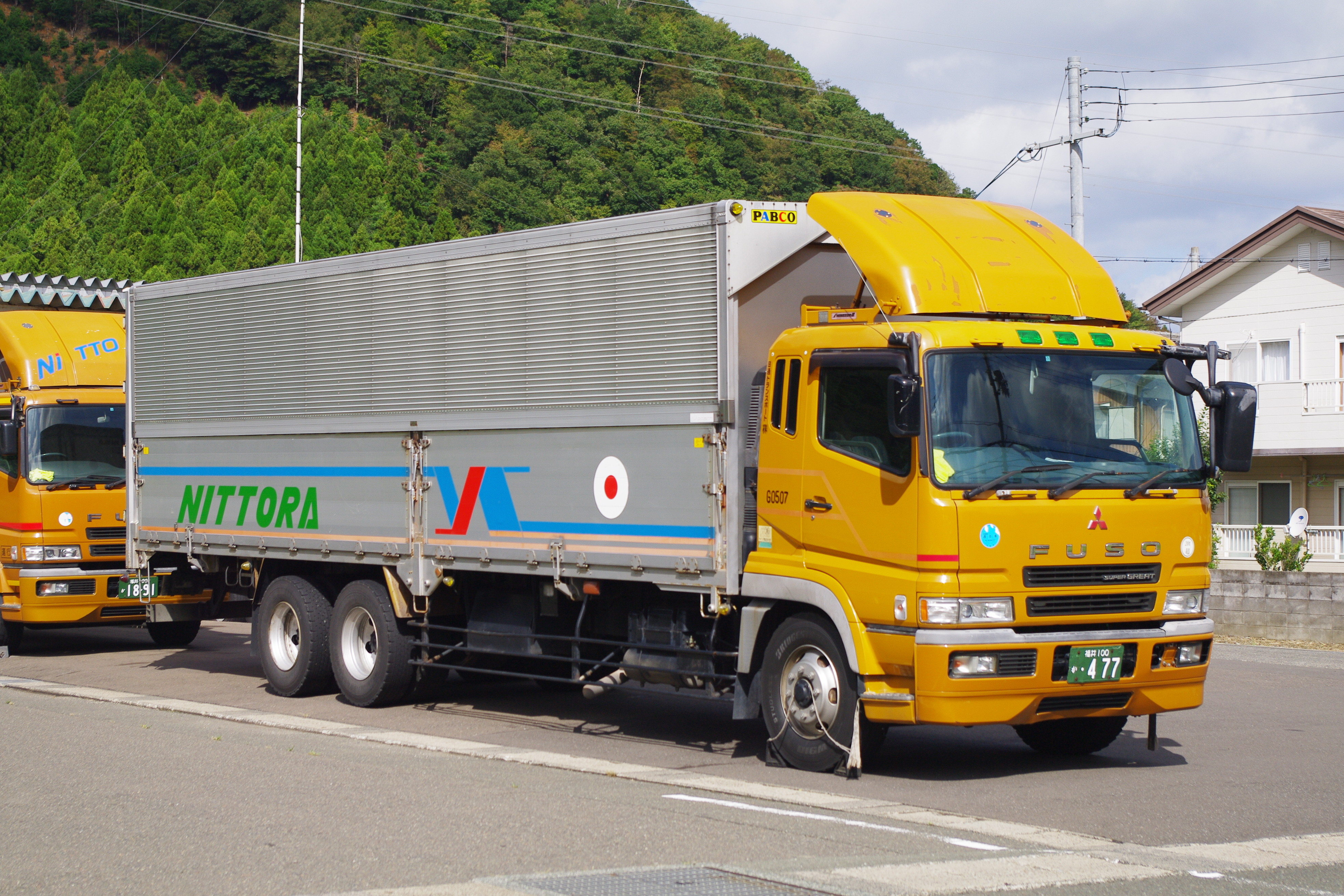
車両の例 スーパーグレート
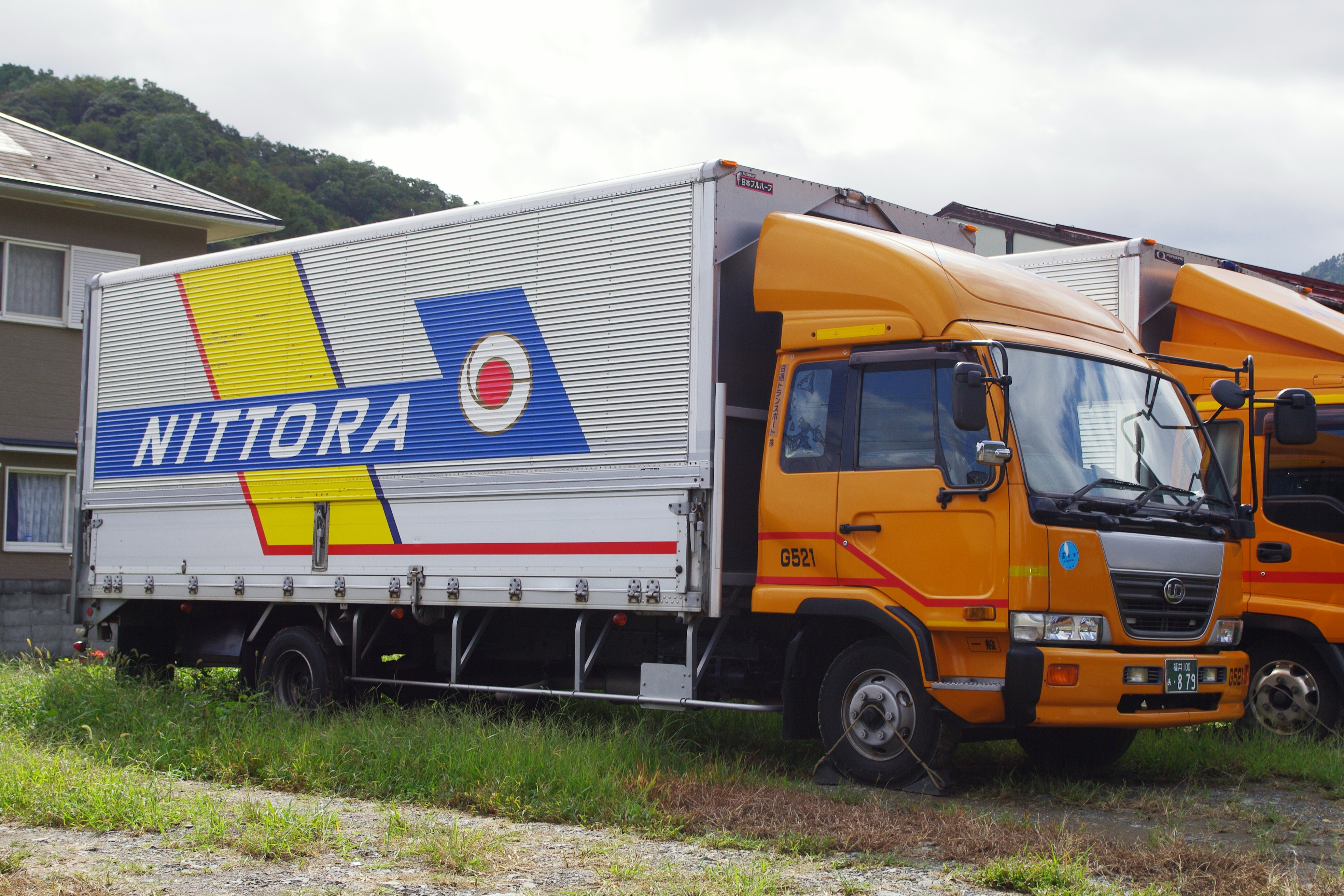
コンドル

## 主な事業所
- 東京支店 - 〒136-0075 東京都江東区新砂2-4-17
- 名古屋支店 〒484-0888 愛知県犬山市羽黒新田字中平塚1-9
- 北陸支店 - 〒918-8182 福井県福井市浅水二日町145-20
- 京都支店 - 〒613-0034 京都府久世郡久御山町大字佐山小字中道 日本通運（株）南京都物流センター内
- 大阪支店 - 〒567-0853 大阪府茨木市宮島2-5-1 北大阪トラックターミナル10号棟（東）
- 広島支店 - 〒733-0832 広島県広島市安佐南区伴南2-1-15
- 松江支店 - 〒690-0021 島根県松江市矢田町574
- 福岡支店 - 〒812-0051 福岡県福岡市東区箱崎ふ頭5丁目3-31